# Список чемпіонів світу з боксу у важкій вазі
Чемпіон світу з боксу у важкій вазі — титул, що присуджується боксерам у вазі від 90,892 кг. Нижче наведений список чемпіонів світу з боксу у важкій вазі.
Деякі чемпіонства викликають суперечки щодо легітимності через тривалі періоди бездіяльності боксера, статус організації, що надала титулу, тощо. Так, наприклад, в березні 1967 року Мухаммеда Алі позбавили боксерської ліцензії у всіх штатах США через відмову служити в збройних силах. Алі також позбавили титулу чемпіона світу за версією WBC та WBA, однак боєць і далі володів «лінійним» титулом та чемпіонством за версією журналу The Ring, незважаючи на повернення на ринг аж в жовтні 1970.
В 2005 році Віталій Кличко завершив кар'єру чемпіоном за версією WBC. Разом з виходом на пенсію, Кличко отримав статус «чемпіона на канікулах», який забезпечує бій за титул чемпіона світу відразу після повернення. Віталій успішно скористався цією можливістю в 2008 році, перемігши чемпіона Семюеля Пітера в першому поєдинку після чотирьохрічної паузи.

## Визнання чемпіонства

### 1884—1921
- Лінійний титул[en] вважався єдиною формою чемпіонського звання до 1921. Лінійного чемпіона неформально називають the man who beat the man, оскільки єдиним способом здобуття звання вважається лише перемога над діючим чемпіоном або (якщо титул вакантний через завершення кар'єри чемпіона, дискваліфікацію тощо) перемога в бою між претендентом № 1 та претендентом № 2 (інколи претендентом № 3).

### 1921–наші дні

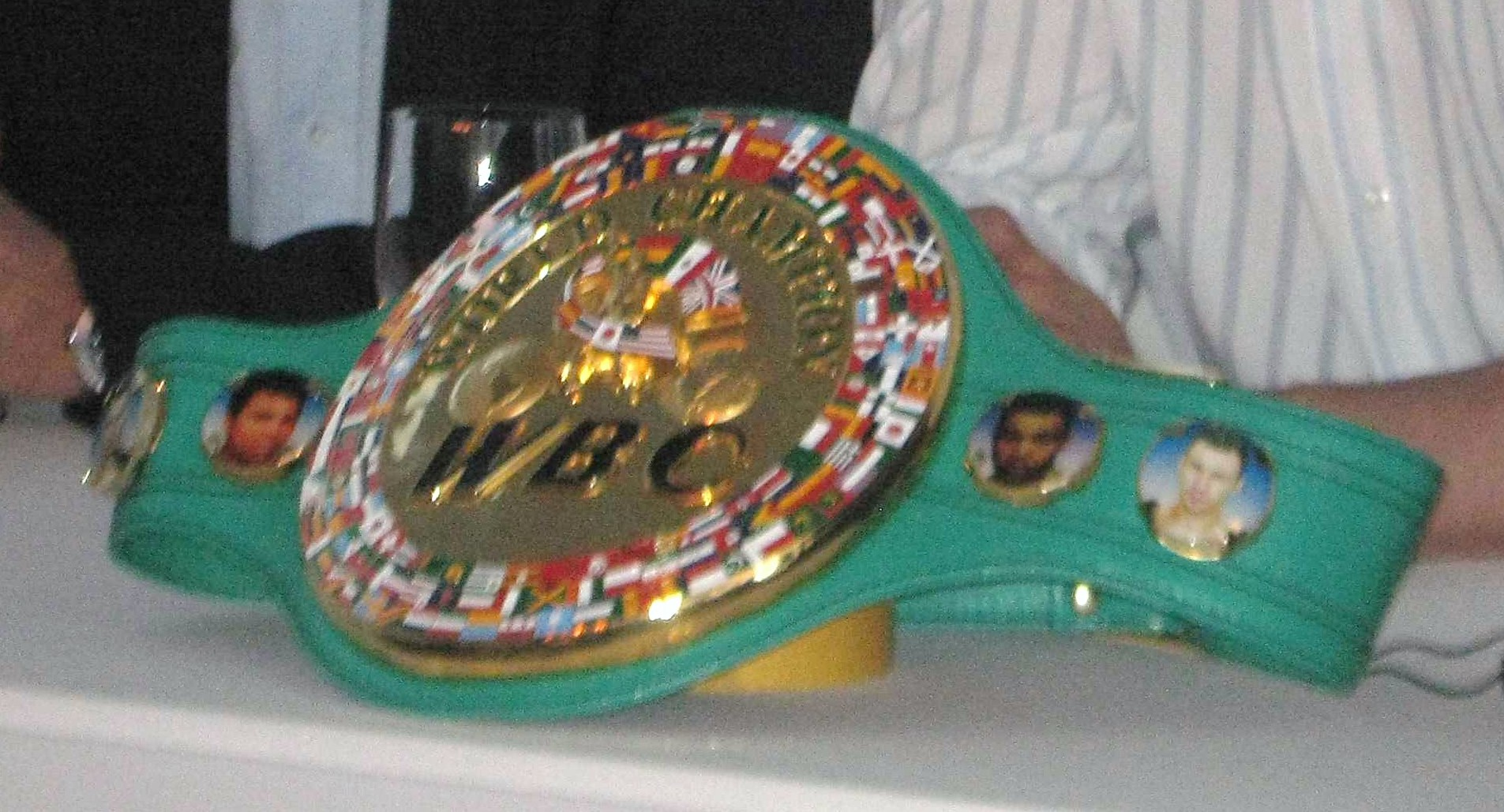
Пояс чемпіона світу за версією WBC
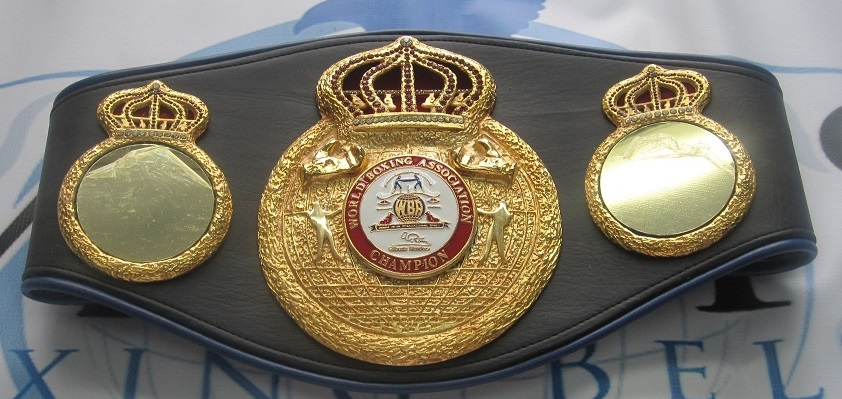
Пояс чемпіона світу за версією WBA
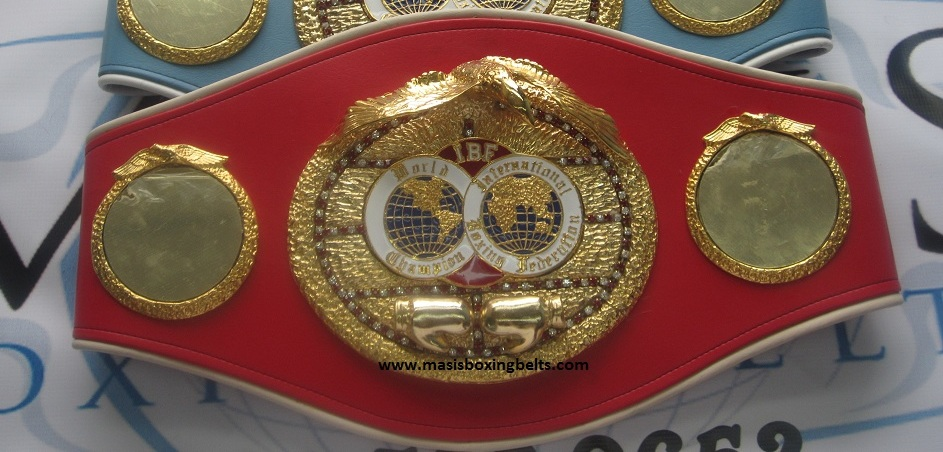
Пояс чемпіона світу за версією IBF
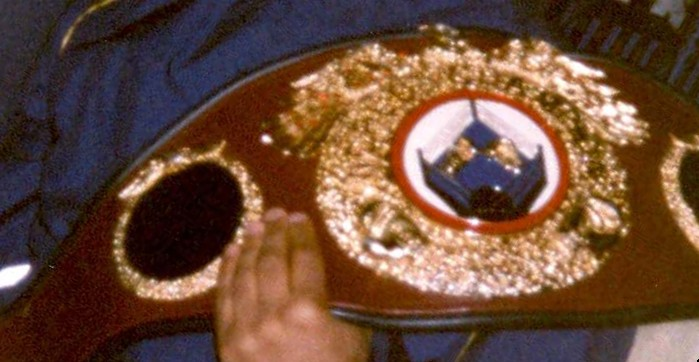
Пояс чемпіона світу за версією WBO
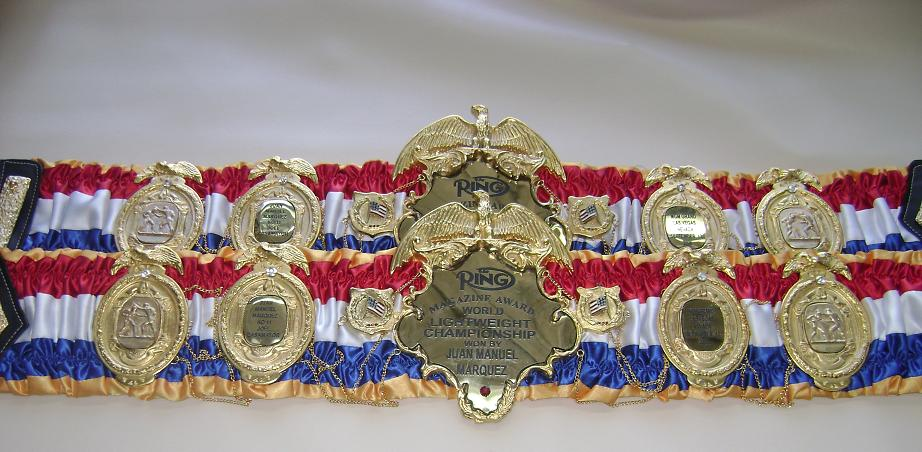
Пояс чемпіона світу за версією The Ring

Зі зростанням популярності боксу почали з'являтися професійні організації. Визнання публіки доповнюється (або в деяких випадках суперечить) визнанням однією або кількома спортивними комісіями чи санкціонованими органами. Головними організаціями за версією Міжнародного залу боксерської слави (IBHOF) вважаються:
- Спортивна комісія Нью-Йорку (NYSAC). Створена для контролю над боксерськими поєдинками в штаті Йью-Йорк, однак досить швидко розширила свої повноваження завдяки статусу Нью-Йорку як «епіцентру» світового боксу впродовж 1930х—1950х років. Разом з IBU підтримала заснування WBC.
- Національна боксерська асоціація (NBA) була заснована в 1921 році. В 1962, організація реформувалася в Світову боксерську асоціацію (WBA).
- Світова боксерська рада (WBC) була заснована в 1963.
- Міжнародна боксерська федерація (IBF), створена в 1983 членами Асоціації боксу США після того, як організація припинила співпрацю з WBA.
- Світова боксерська організація (WBO), заснована в 1989 колишніми членами WBC. IBHOF визнав WBO однією з головних організацій не пізніше 23 серпня 1997 року.[nb 1]

Окрім них, бійці також змагаються за чемпіонські звання, котрі не вважаються головними, однак грають важливу роль в «легітимізації» чемпіона:
- Журнал The Ring нагороджує бійців чемпіонськими титулами з 1922 року, з перервою в 1990—2001 рр. До 1990 року, «лінійні» чемпіони суттєво не відрізнялись від володарів титулу за версією журналу. Після відновлення чемпіонства в 2001, журнал почав власну лінію «спадкоємництва». В травні 2012 року редакція The Ring суттєво змінила правила. Відтепер, вакантним титулом нагороджується переможець бою а) між претендентом № 1 та претендентом № 2 б) між претендентом № 1/№ 2 та претендентом № 3/№ 4/№ 5. Чемпіон у важкій вазі втрачає титул трьома способами а) поразкою б) небажанням організувати поєдинок протягом 18 місяців в) небажанням організувати поєдинок з претенденом із топ-5 протягом 2 років г) завершенням кар'єри.[2]

## Володарі титулу
діючий чемпіон

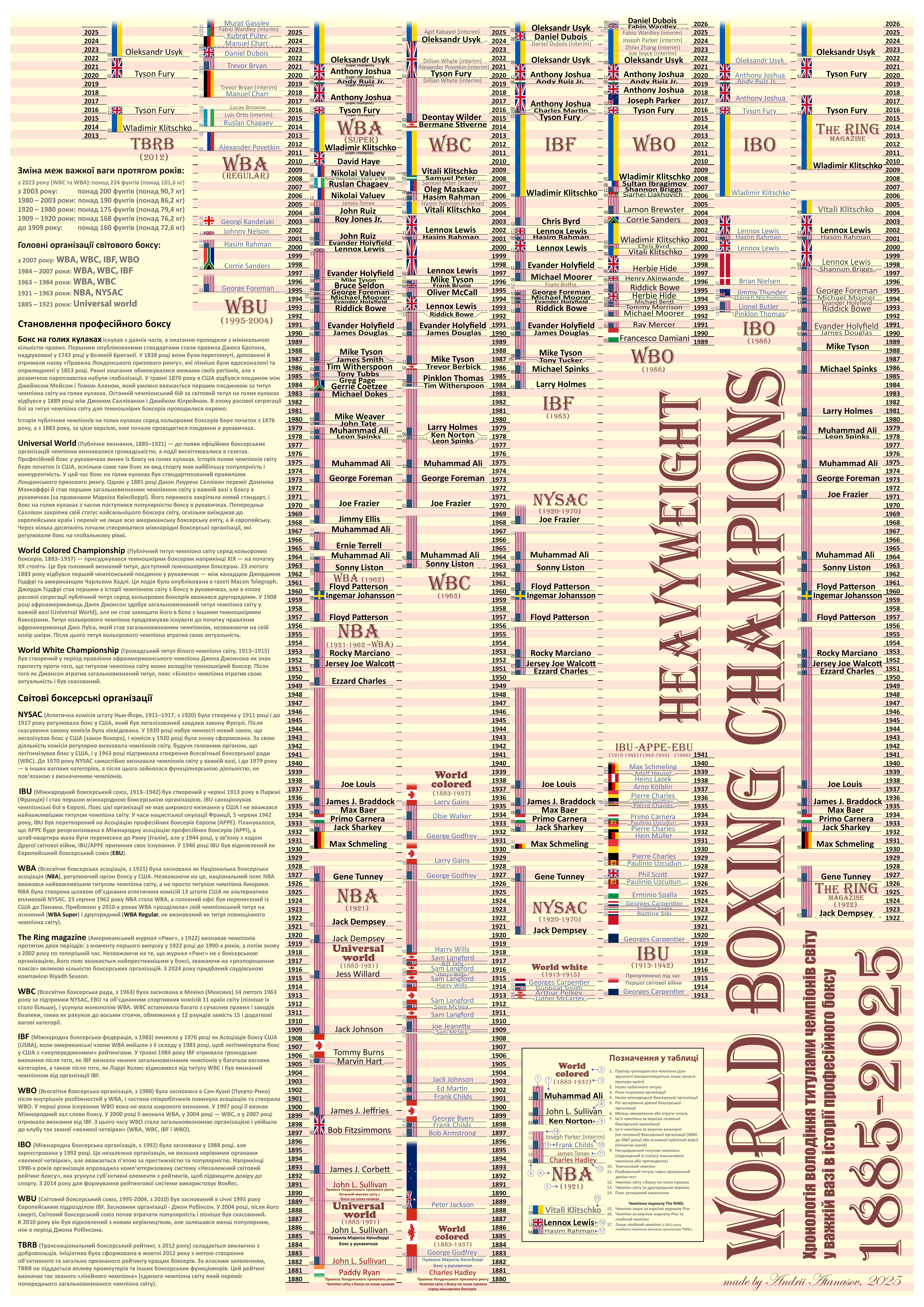
Усі чемпіони (оновлено у серпні 2025)

- Жирним шрифтом виділені чемпіони, котрі здобули титул абсолютний (2 липня 1922–наш час), лінійний (29 серпня 1885–2 липня 1921), The Ring
- Підкресленням виділені об'єднані чемпіони[3][4][5][6]/чемпіони, котрі під час свого чемпіонського терміну перемогли бійця:
  - а) змушеного відмовитися від титулу чемпіона перед самим поєдинком за правилами організації
  - б) котрий невдовзі після поєдинку, а точніше під час діючого чемпіонського терміну переможця, здобув чемпіонство іншої організації
- Курсивом виділені чемпіони світу за версією WBO до 23 серпня 1997 року[nb 1]

| № | Початок           | Кінець            | Час володіння              | СЗ-ПС | Фото               | Ім'я                   | Титул                  |
| --- | ----------------- | ----------------- | -------------------------- | ----- | ------------------ | ---------------------- | ---------------------- |
| 1 | 29 серпня 1885    | 7 вересня 1892    | 7 років, 9 днів            | 5–5   |                    | Джон Салліван          | лінійний               |
| Джон Салліван переміг Домініка Маккефрі у першому в світі поєдинку за звання чемпіона світу |                   |                   |                            |       |                    |                        |                        |
| 2 | 7 вересня 1892    | 17 березня 1897   | 4 роки, 6 місяців          | 2–2   |                    | Джеймс Корбетт         | лінійний               |
| 3 | 17 березня 1897   | 9 червня 1899     | 2 роки, 2 місяці           | 0–0   |                    | Боб Фітцсіммонс        | лінійний               |
| 4 | 9 червня 1899     | 13 травня 1905    | 5 років, 11 місяців        | 7–5   |                    | Джеймс Джеффріс        | лінійний               |
| Джеффріс був першим сучасним чемпіоном, що відмовився від титулу чемпіона світу через завершення кар'єри (пізніше він повернувся для бою з Джеком Джонсоном). Вакантний титул розігрувався у поєдинку між Марвіном Гартом та Джеком Рутом. |                   |                   |                            |       |                    |                        |                        |
| 5 | 13 травня 1905    | 23 лютого 1906    | 9 місяців                  | 0–0   |                    | Марвін Гарт            | лінійний               |
| 6 | 23 лютого 1906    | 26 грудня 1908    | 2 роки, 10 місяців         | 10–8  |                    | Томі Бернс             | лінійний               |
| 7 | 26 грудня 1908    | 5 квітня 1915     | 6 років, 8 місяців         | 8–8   |                    | Джек Джонсон           | лінійний               |
| 8 | 5 квітня 1915     | 4 липня 1919      | 4 роки, 2 місяці           | 1–1   |                    | Джесс Уїллард          | лінійний               |
| 9 | 4 липня 1919      | 23 вересня 1926   | 7 років, 2 місяці          | 6–6   |                    | Джек Демпсі            | лінійний-до NYSAC, NBA |
| 10 | 23 вересня 1926   | 31 липня 1928     | 1 рік, 10 місяців          | 2–2   |                    | Джин Танні             | NYSAC, NBA             |
| 31 липня 1928 року Джин Танні відмовився від участі у чемпіонському поєдинку через закінчення кар'єри |                   |                   |                            |       |                    |                        |                        |
| 11 | 12 червня 1930    | 7 січня 1931      | 5 місяців                  | 1–1   |                    | Макс Шмелінг           | NYSAC, NBA             |
| 11 | 7 січня 1931      | 21 червня 1932    | 1 рік, 5 місяців           | 1–1   | NBA та IBU         | Макс Шмелінг           |                        |
| 12 | 21 червня 1932    | 29 червня 1933    | 1 рік                      | 0–0   |                    | Джек Шаркі             | NYSAC, NBA             |
| 13 | 29 червня 1933    | 14 червня 1934    | 11 місяців                 | 2–2   |                    | Прімо Карнера          | NYSAC, NBA             |
| 14 | 14 червня 1934    | 13 червня 1935    | 11 місяців                 | 0–0   |                    | Макс Баер              | NYSAC, NBA             |
| 15 | 13 червня 1935    | 22 червня 1937    | 2 роки                     | 0–0   |                    | Джеймс Бреддок         | NYSAC, NBA             |
| 16 | 22 червня 1937    | 1 березня 1949    | 11 років, 8 місяців        | 26–21 |                    | Джо Луїс               | NYSAC, NBA             |
| 17 | 1 березня 1949    | 27 вересня 1950   | 1 рік, 6 місяців           | 8–8   |                    | Еззард Чарльз          | NBA                    |
| 17 | 27 вересня 1950   | 18 липня 1951     | 9 місяців                  | 8–8   | NYSAC, NBA         | Еззард Чарльз          |                        |
| - | 6 червня 1950     | 16 червня 1951    | 1 рік                      | ?–?   |                    | Лі Севолд              | EBU                    |
| 18 | 18 липня 1951     | 23 вересня 1952   | 1 рік, 2 місяці            | 1–1   |                    | Джерсі Джо Волкотт     | NYSAC, NBA             |
| 19 | 23 вересня 1952   | 27 квітня 1956    | 3 роки, 7 місяців          | 6–5   |                    | Роккі Марчіано         | NYSAC, NBA             |
| 20 | 30 листопада 1956 | 26 червня 1959    | 2 роки, 7 місяців          | 3–3   |                    | Флойд Паттерсон        | NYSAC, NBA             |
| 21 | 26 червня 1959    | 20 червня 1960    | 11 місяців                 | 0–0   |                    | Інгемар Йоханссон      | NYSAC, NBA             |
| 22 | 20 червня 1960    | 25 вересня 1962   | 2 роки, 3 місяці           | 2–2   |                    | Флойд Паттерсон (2)    | NYSAC, NBA             |
| 23 | 25 вересня 1962   | 25 лютого 1964    | 1 рік, 5 місяців           | 1–1   |                    | Сонні Лістон           | NYSAC, NBA, WBC        |
| 24 | 25 лютого 1964    | 19 червня 1964    | 3 місяці                   | 9–9   |                    | Кассіус Клей           | WBA, WBC               |
| 24 | 19 червня 1964    | 6 лютого 1967     | 2 роки, 7 місяців          | 9–9   | WBC                | Кассіус Клей           |                        |
| 24 | 6 лютого 1967     | 29 квітня 1967    | 2 місяці                   | 9–9   | WBC, WBA           | Кассіус Клей           |                        |
| Всі організації позбавили Мухаммеда Алі звання чемпіона світу через його відмову пройти службу в американській армії на початку 1967 року                                                                                                  |                   |                   |                            |       |                    |                        |                        |
| 25 | 5 березня 1965    | 6 лютого 1967     | 1 рік, 11 місяців          | 2–2   |                    | Ерні Террелл           | WBA                    |
| 26 | 4 березня 1967    | 16 лютого 1970    | 2 роки, 10 місяців         | 9–9   |                    | Джо Фрейзер            | NYSAC                  |
| 26 | 16 лютого 1970    | 22 січня 1973     | 2 роки, 11 місяців         | 9–9   | WBC, WBA           | Джо Фрейзер            |                        |
| 27 | 28 квітня 1968    | 16 лютого 1970    | 1 рік, 9 місяців           | 1–1   |                    | Джимі Елліс            | WBA                    |
| 28 | 22 січня 1973     | 30 жовтня 1974    | 1 рік, 9 місяців           | 2–2   |                    | Джордж Форман          | WBC, WBA               |
| 29 | 30 жовтня 1974    | 15 лютого 1978    | 3 роки, 3 місяці           | 10–10 |                    | Мухаммед Алі (2)       | WBC, WBA               |
| 30 | 15 лютого 1978    | 18 березня 1978   | 1 місяць                   | 0–0   |                    | Леон Спінкс            | WBC, WBA               |
| 30 | 18 березня 1978   | 15 вересня 1978   | 5 місяців                  | 0–0   | WBA                | Леон Спінкс            |                        |
| 31 | 18 березня 1978   | 9 червня 1978     | 2 місяці                   | 0–0   |                    | Кен Нортон             | WBC                    |
| 32 | 9 червня 1978     | 11 грудня 1983    | 5 років, 6 місяців         | 19–19 |                    | Ларрі Голмс            | WBC                    |
| 32 | 11 вересня 1983   | 21 вересня 1985   | 2 роки                     | 19–19 | IBF                | Ларрі Голмс            |                        |
| 33 | 15 вересня 1978   | 27 квітня 1979    | 7 місяців                  | 0–0   |                    | Мухаммед Алі (3)       | WBA                    |
| Алі звільнив свій пояс чемпіона WBA за проханням Дона Кінга, який хотів організувати бій між Ларрі Голмсом та Джоном Тейтом. Бій так і не відбувся, а Алі повернувся на ринг у 1980 році                                                   |                   |                   |                            |       |                    |                        |                        |
| 34 | 20 жовтня 1979    | 31 березня 1980   | 5 місяців                  | 0–0   |                    | Джон Тейт              | WBA                    |
| 35 | 31 березня 1980   | 10 грудня 1982    | 2 роки, 8 місяців          | 2–2   |                    | Майк Вівер             | WBA                    |
| 36 | 10 грудня 1982    | 23 вересня 1983   | 9 місяців                  | 1–1   |                    | Майкл Доукс            | WBA                    |
| 37 | 23 вересня 1983   | 1 грудня 1984     | 1 рік, 2 місяці            | 0–0   |                    | Джеррі Кутзеє          | WBA                    |
| 38 | 9 березня 1984    | 31 вересня 1984   | 6 місяців                  | 0–0   |                    | Тім Візерспун          | WBC                    |
| 39 | 31 вересня 1984   | 22 березня 1986   | 1 рік, 5 місяців           | 1–1   |                    | Пінклон Томас          | WBC                    |
| 40 | 1 грудня 1984     | 29 квітня 1985    | 4 місяці                   | 0–0   |                    | Грег Пейдж             | WBA                    |
| 41 | 29 квітня 1985    | 17 січня 1986     | 8 місяців                  | 0–0   |                    | Тоні Таббс             | WBA                    |
| 42 | 21 вересня 1985   | 19 лютого 1987    | 1 рік, 4 місяці            | 2–2   |                    | Майкл Спінкс           | IBF                    |
| IBF позбавила Спінкса титулу чемпіона через відмову захищати титул проти Тоні Такера заради бою проти Джеррі Куні. |                   |                   |                            |       |                    |                        |                        |
| 43 | 17 січня 1986     | 12 грудня 1986    | 10 місяців                 | 1–1   |                    | Тім Візерспун          | WBA                    |
| 44 | 22 березня 1986   | 22 листопада 1986 | 8 місяців                  | 0–0   |                    | Тревор Бербік          | WBC                    |
| 45 | 22 листопада 1986 | 7 березня 1987    | 3 місяці                   | 9–9   |                    | Майк Тайсон            | WBC                    |
| 45 | 7 березня 1987    | 1 серпня 1987     | 4 місяці                   | 9–9   | WBC, WBA           | Майк Тайсон            |                        |
| 45 | 1 серпня 1987     | 10 лютого 1990    | 2 роки, 5 місяців          | 9–9   | WBC, WBA, IBF      | Майк Тайсон            |                        |
| 46 | 12 грудня 1986    | 7 березня 1987    | 2 місяці                   | 0–0   |                    | Джеймс Сміт            | WBA                    |
| 47 | 30 травня 1987    | 1 серпня 1987     | 2 місяці                   | 0–0   |                    | Тоні Такер             | IBF                    |
| 48 | 6 травня 1989     | 11 січня 1991     | 3 місяці                   | 1–1   |                    | Франческо Даміані      | WBO                    |
| 49 | 10 лютого 1990    | 25 жовтня 1990    | 8 місяців, 15 днів         | 0–0   |                    | Джеймс "Бастер" Дуглас | WBC, WBA, IBF          |
| 50 | 25 жовтня 1990    | 13 листопада 1992 | 2 роки, 19 днів            | 3–3   |                    | Евандер Холіфілд       | WBC, WBA, IBF          |
| 51 | 11 січня 1991     | 24 грудня 1991    | 11 місяців, 10 днів        | 1–1   |                    | Рей Мерсер             | WBO                    |
| 52 | 15 травня 1992    | 3 лютого 1993     | 8 місяців, 19 днів         | 0–0   |                    | Майкл Мурер            | WBO                    |
| 53 | 13 листопада 1992 | 14 грудня 1992    | 1 місяць, 1 день           | 2–2   |                    | Ріддік Боуї            | WBC, WBA, IBF          |
| 53 | 14 грудня 1992    | 6 листопаду 1993  | 10 місяців, 23 днів        | 2–2   | WBA, IBF           | Ріддік Боуї            |                        |
| 54 | 14 грудня 1992    | 24 вересня 1994   | 1 рік, 9 місяців, 10 днів  | 3–3   |                    | Леннокс Льюїс          | WBC                    |
| 55 | 7 червня 1993     | 29 жовтня 1993    | 4 місяці, 22 днів          | 1–1   |                    | Томмі Моррісон         | WBO                    |
| 56 | 29 жовтня 1993    | 19 березня 1994   | 4 місяці, 19 днів          | 0–0   |                    | Майкл Бентт            | WBO                    |
| 57 | 6 листопаду 1993  | 22 квітня 1994    | 5 місяців, 16 днів         | 0–0   |                    | Евандер Холіфілд (2)   | WBA, IBF               |
| 58 | 19 березня 1994   | 11 березня 1995   | 11 місяців, 22 днів        | 0–0   |                    | Гербі Гайд             | WBO                    |
| 59 | 22 квітня 1994    | 5 листопаду 1994  | 6 місяців, 14 днів         | 0–0   |                    | Майкл Мурер (2)        | WBA, IBF               |
| 60 | 24 вересня 1994   | 2 вересня 1995    | 11 місяців, 9 днів         | 1–1   |                    | Олівер Маккол          | WBC                    |
| 61 | 5 листопаду 1994  | 4 березня 1995    | 3 місяці, 27 днів          | 1–1   |                    | Джордж Форман (2)      | WBA, IBF               |
| 61 | 4 березня 1995    | 28 червня 1995    | 3 місяці, 24 днів          | 1–1   | IBF                | Джордж Форман (2)      |                        |
| IBF позбавила Формана титулу чемпіона через небажання захищати титул проти Акселя Шульца в матчі-реванші. |                   |                   |                            |       |                    |                        |                        |
| 62 | 11 березня 1995   | 1 травня 1996     | 1 рік, 1 місяць, 20 днів   | 1–1   |                    | Ріддік Боуї            | WBO                    |
| 63 | 8 квітня 1995     | 7 вересня 1995    | 4 місяці, 30 днів          | 1–1   |                    | Брюс Селдон            | WBA                    |
| 64 | 2 вересня 1995    | 16 березня 1996   | 6 місяців, 14 днів         | 0–0   |                    | Френк Бруно            | WBC                    |
| 65 | 16 березня 1996   | 7 вересня 1996    | 5 місяців, 22 днів         | 1–1   |                    | Майк Тайсон (2)        | WBC                    |
| 65 | 7 вересня 1996    | 24 вересня 1996   | 17 днів                    | 1–1   | WBA, WBC           | Майк Тайсон (2)        |                        |
| 65 | 24 вересня 1996   | 9 листопаду 1996  | 1 місяць, 16 днів          | 1–1   | WBA                | Майк Тайсон (2)        |                        |
| 66 | 22 червня 1996    | 7 листопаду 1997  | 1 рік, 4 місяці, 16 днів   | 2–2   |                    | Майкл Мурер (3)        | IBF                    |
| 67 | 29 червня 1996    | 17 лютого 1997    | 7 місяців, 19 днів         | 2–2   |                    | Генрі Акінванде        | WBO                    |
| 68 | 9 листопаду 1996  | 8 листопаду 1997  | 11 місяців, 30 днів        | 4–4   |                    | Евандер Холіфілд (3)   | WBA                    |
| 68 | 8 листопаду 1997  | 13 листопаду 1999 | 2 роки, 5 днів             | 4–4   | WBA, IBF           | Евандер Холіфілд (3)   |                        |
| 69 | 7 лютого 1997     | 13 листопаду 1999 | 2 роки, 9 місяців, 6 днів  | 9–8   |                    | Леннокс Льюїс (2)      | WBC                    |
| 69 | 13 листопаду 1999 | 29 квітня 2000    | 5 місяців, 16 днів         | 9–8   | WBA, WBC, IBF      | Леннокс Льюїс (2)      |                        |
| 69 | 29 квітня 2000    | 22 квітня 2001    | 11 місяців, 24 днів        | 9–8   | WBC, IBF           | Леннокс Льюїс (2)      |                        |
| 70 | 28 червня 1997    | 26 червня 1999    | 1 рік, 11 місяців, 29 днів | 2–2   |                    | Гербі Гайд             | WBO                    |
| 71 | 26 червня 1999    | 1 квітня 2000     | 9 місяців, 3 дні           | 2–2   |                    | Віталій Кличко         | WBO                    |
| 72 | 1 квітня 2000     | 14 жовтня 2000    | 6 місяців, 13 днів         | 0–0   |                    | Кріс Бьорд             | WBO                    |
| 73 | 12 серпня 2000    | 3 березня 2001    | 6 місяців, 19 днів         | 0–0   |                    | Евандер Холіфілд (4)   | WBA                    |
| 74 | 14 жовтня 2000    | 8 березня 2003    | 2 роки, 4 місяці, 22 днів  | 5–5   |                    | Володимир Кличко       | WBO                    |
| 75 | 3 березня 2001    | 1 березня 2003    | 1 рік, 11 місяців, 26 днів | 2–2   |                    | Джон Руїз              | WBA                    |
| 76 | 22 квітня 2001    | 17 листопаду 2001 | 6 місяців, 26 днів         | 0–0   |                    | Хасім Рахман           | WBC, IBF               |
| 77 | 17 листопаду 2001 | 5 вересня 2002    | 9 місяців, 19 днів         | 2–2   |                    | Леннокс Льюїс (3)      | WBC, IBF               |
| 77 | 5 вересня 2002    | 6 лютого 2004     | 1 рік, 5 місяців, 1 день   | 2–2   | WBC                | Леннокс Льюїс (3)      |                        |
| 78 | 7 грудня 2002     | 22 квітня 2006    | 3 роки, 4 місяці, 15 днів  | 4–4   |                    | Кріс Бьорд (2)         | IBF                    |
| 79 | 1 березня 2003    | 20 лютого 2004    | 11 місяців, 19 днів        | 0–0   |                    | Рой Джонс              | WBA                    |
| Джонс відмовився від титулу WBA через бажання повернутися в напівважку вагу. |                   |                   |                            |       |                    |                        |                        |
| 80 | 8 березня 2003    | 1 лютого 2004     | 10 місяців, 24 дні         | 0–0   |                    | Коррі Сандерс          | WBO                    |
| Сандерс відмовився від титулу WBO заради бою проти Віталія Кличка за вакантний титул чемпіона світу за версією WBC. |                   |                   |                            |       |                    |                        |                        |
| 81 | 20 лютого 2004    | 17 грудня 2005    | 1 рік, 9 місяців, 27 днів  | 2–2   |                    | Джон Руїз (2)          | WBA                    |
| 82 | 10 квітня 2004    | 1 квітня 2006     | 1 рік, 11 місяців, 22 днів | 3–3   |                    | Леймон Брюстер         | WBO                    |
| 83 | 24 квітня 2004    | 5 листопаду 2005  | 1 рік, 7 місяців, 11 днів  | 1–1   |                    | Віталій Кличко (2)     | WBC                    |
| Кличко завершив кар'єру у 2005 році через численні травми. "Тимчасовий" чемпіон Хасім Рахман отримав статус чемпіона беззаперечного, а Віталій повернувся на ринг у 2008 році.                                                             |                   |                   |                            |       |                    |                        |                        |
| 84 | 9 листопаду 2005  | 12 серпня 2006    | 9 місяців, 3 дні           | 1–1   |                    | Хасім Рахман (2)       | WBC                    |
| 85 | 17 грудня 2005    | 14 квітня 2007    | 1 рік, 3 місяці, 28 днів   | 3–3   |                    | Микола Валуєв          | WBA                    |
| 86 | 1 квітня 2006     | 4 листопаду 2006  | 1 рік, 3 місяці, 28 днів   | 0–0   |                    | Сергій Ляхович         | WBO                    |
| 87 | 22 квітня 2006    | 23 лютого 2008    | 1 рік, 10 місяців, 1 день  | 18–17 |                    | Володимир Кличко (2)   | IBF                    |
| 87 | 23 лютого 2008    | 2 липня 2011      | 3 роки, 4 місяців, 9 днів  | 18–17 | WBO, IBF           | Володимир Кличко (2)   |                        |
| 87 | 2 липня 2011      | 28 листопаду 2015 | 4 роки, 4 місяці, 26 днів  | 18–17 | WBA, WBO, IBF      | Володимир Кличко (2)   |                        |
| 88 | 12 серпня 2006    | 8 березня 2008    | 1 рік, 6 місяців, 25 днів  | 1–1   |                    | Олег Маскаєв           | WBC                    |
| 89 | 4 листопаду 2006  | 2 червня 2007     | 6 місяців, 29 днів         | 0–0   |                    | Шеннон Бріггс          | WBO                    |
| 90 | 14 квітня 2007    | 30 серпня 2008    | 1 рік, 4 місяці, 16 днів   | 1–1   |                    | Руслан Чагаєв          | WBA                    |
| WBA позбавила Чагаєва титулу чемпіона через численні травми. |                   |                   |                            |       |                    |                        |                        |
| 91 | 2 червня 2007     | 23 лютого 2008    | 8 місяців, 21 днів         | 1–1   |                    | Султан Ібрагімов       | WBO                    |
| 92 | 8 березня 2008    | 11 жовтня 2008    | 7 місяців, 3 днів          | 0–0   |                    | Семюел Пітер           | WBC                    |
| 93 | 30 серпня 2008    | 7 листопаду 2009  | 1 рік, 2 місяці, 8 днів    | 1–1   |                    | Микола Валуєв (2)      | WBA                    |
| 94 | 11 жовтня 2008    | 15 грудня 2013    | 5 років, 2 місяці, 4 днів  | 9–9   |                    | Віталій Кличко (3)     | WBC                    |
| Кличко завершив кар'єру у 2013 році. |                   |                   |                            |       |                    |                        |                        |
| 95 | 7 листопаду 2009  | 2 липня 2011      | 1 рік, 7 місяців, 25 днів  | 2–2   |                    | Девід Хей              | WBA                    |
| 96 | 10 травня 2014    | 17 січня 2015     | 8 місяців, 7 днів          | 0–0   |                    | Бермейн Стіверн        | WBC                    |
| 97 | 17 січня 2015     | 22 лютого 2020    | 5 років, 1 місяць, 5 днів  | 10–8  |                    | Деонтей Уайлдер        | WBC                    |
| 98 | 28 листопаду 2015 | 8 грудня 2015     | 10 днів                    | 0–0   |                    | Тайсон Ф'юрі           | WBA, WBO, IBF          |
| 98 | 8 грудня 2015     | 12 жовтня 2016    | 10 місяців, 4 дні          | 0–0   | WBA, WBO           | Тайсон Ф'юрі           |                        |
| Ф'юрі відмовився від титулів через проблеми особистого характеру та провалені допінг-тести. |                   |                   |                            |       |                    |                        |                        |
| 99 | 16 січня 2016     | 9 квітня 2016     | 3 місяці, 23 днів          | 0–0   |                    | Чарльз Мартін          | IBF                    |
| 100 | 9 квітня 2016     | 29 квітня 2017    | 1 рік, 20 днів             | 6–6   |                    | Ентоні Джошуа          | IBF                    |
| 100 | 29 квітня 2017    | 31 березня 2018   | 11 місяців, 2 дні          | 6–6   | WBA, IBF           | Ентоні Джошуа          |                        |
| 100 | 31 березня 2018   | 1 червня 2019     | 1 рік, 2 місяців, 2 днів   | 6–6   | WBA, WBO, IBF      | Ентоні Джошуа          |                        |
| 101 | 10 грудня 2016    | 31 березня 2018   | 1 рік, 3 місяці, 21 днів   | 2–2   |                    | Джозеф Паркер          | WBO                    |
| 102 | 1 червня 2019     | 7 грудня 2019     | 6 місяців, 6 днів          | 0–0   |                    | Енді Руїз              | WBA, WBO, IBF          |
| 103 | 7 грудня 2019     | 25 вересня 2021   | 1 рік, 292 дні             | 1–1   |                    | Ентоні Джошуа (2)      | WBA, WBO, IBF          |
| 104 | 22 лютого 2020    | 18 травня 2024    | 4 роки, 2 місяці, 27 днів  | 2–2   |                    | Тайсон Ф'юрі (2)       | WBC                    |
| 105 | 25 вересня 2021   | 18 травня 2024    | 2 роки, 7 місяців, 24 дні  | 5–3   |                    | Олександр Усик         | WBA, WBO, IBF          |
| 105 | 18 травня 2024    | 25 червня 2024    | 1 місяць, 8 днів           | 5–3   | WBA, WBC, WBO, IBF | Олександр Усик         |                        |
| 105 | 25 червня 2024    | 19 липня 2025     | 1 рік, 2 днів              | 5–3   | WBA, WBC, WBO      | Олександр Усик         |                        |
| 105 | 19 липня 2025     |                   | 0 років, 32 дні            | 5–3   | WBA, WBC, WBO, IBF | Олександр Усик         |                        |
| 106 | 26 червня 2024    | 19 липня 2025     | 1 рік, 23 дні              | 0–0   |                    | Денієл Дюбуа           | IBF                    |